# Jehudiel
Sveti Jegudiel Arkanđeo, Jhudiel ili Jehudiel (Hebrej: יהודיאל Yehudiel "Božji odgoj" ili "Bog Židova") jedan je od sedam Arkanđela u pravoslavnoj tradiciji i istočnim obredima Katoličke crkve.

## Ikonografija
U ikonografiji je često prikazan s krunom i trostrukim bičem, koji simbolizira nagradu od Boga za pravedne i kazne za grešnike. Klasični pravoslavni crtež obično pokazuje da stoji uspravan, držeći krunu u desnoj ruci, a štap ili osoblje u lijevoj ruci.

## Pokroviteljstvo
Jegudiel je zaštitnik svih koji rade u nekom području truda, a kruna koju drži predstavlja simbol plaće za uspješne duhovne napore. Zajedno sa svojim podređenim anđelima, on je savjetnik i branitelj svih koji rade na pozicijama odgovornosti prema slavi Božjoj, i prema tome se doprinosi kraljevima, sucima i ostalima na položajima vodstva. Jegudiel je također poznat kao nositelj Božje milosrdne ljubavi i anđeo petka. Smatra se jednim od sedam arkanđela u varijantnom katoličkom sustavu, gdje se svaki arkanđel spaja s određenim danom u tjednu. Što se tiče povijesti imena arkanđela, smatra se da se prvi put spominje u ne kanonskoj knjizi Henoka između 130. i 68. godine pr. Kr. Ubrzo nakon toga i ovisno o nacionalnosti prvih kršćana, zvao se Jegudiel ili Jehudiel.

## Molitva
Molitva Jegudielu kao Svetcu zaštitnika napornog rada i vodstva je sljedeća:
Sveti Jegudiele, Arkanđelu, anđeo hvale Bogu, moli za nas da u svakom činu, svakom poslu, svakom radu i u svakoj muci možemo uvijek izvršavati volju Gospodnju s radošću i pohvalom za sve što nam je dao. Amen.
Molitva Jegudielu kao zaštitnika svete Božje milosti slijedi:
O milosrdni Arkanđelu, Sveti Jehudiele, posrednik Božjeg vječnog i obilnog milosrđa. Zbog naše grešnosti ne zaslužujemo Božje oproštenje. Pa ipak, stalno nam daje strpljenje sa slobodom i s ljubavlju. Pomozite nam u našoj odluci da nadvladamo svoje grješne navike i istinski se pokajemo za njih. Odvedite svakog od nas na istinsko obraćenje srca. Da bismo mogli doživjeti radost pomirenja koje donosi, bez koje ni mi, ni pojedinci ni cijeli svijet ne možemo znati pravi mir. Ti koji neprestano posreduješ za nas, slušaj naše molitve. Predstavi Bogu Ocu sve ove molbe. To tražimo po našem Gospodinu Isusu Kristu koji živi i vlada kod Oca, u jedinstvu Duha Svetoga, jednoga Boga, zauvijek. Amen.